# Свирче
Свирче је насељено место у саставу општине Јелса, на острву Хвару, Сплитско-далматинска жупанија, Република Хрватска.

## Историја
До територијалне реорганизације у Хрватској налазило се у саставу старе општине Хвар.

## Становништво
На попису становништва 2011. године, Свирче је имало 407 становника.
| Број становника по пописима | Број становника по пописима | Број становника по пописима | Број становника по пописима | Број становника по пописима | Број становника по пописима | Број становника по пописима | Број становника по пописима | Број становника по пописима | Број становника по пописима | Број становника по пописима | Број становника по пописима | Број становника по пописима | Број становника по пописима | Број становника по пописима | Број становника по пописима |
| --------------------------- | --------------------------- | --------------------------- | --------------------------- | --------------------------- | --------------------------- | --------------------------- | --------------------------- | --------------------------- | --------------------------- | --------------------------- | --------------------------- | --------------------------- | --------------------------- | --------------------------- | --------------------------- |
| 1857                        | 1869                        | 1880                        | 1890                        | 1900                        | 1910                        | 1921                        | 1931                        | 1948                        | 1953                        | 1961                        | 1971                        | 1981                        | 1991                        | 2001                        | 2011                        |
| 544                         | 839                         | 674                         | 755                         | 847                         | 745                         | 731                         | 642                         | 636                         | 626                         | 627                         | 588                         | 558                         | 491                         | 445                         | 407                         |

Напомена: У 1991. смањено издвајањем дела подручја насеља у самостално насеље Иван Долац. У 1869, 1921, 1931, 1961. и 1971. садржи податке за насеље Иван Долац. У 1869. садржи податке за насеља Света Недјеља (град Хвар) и Јагодна (град Хвар).

### Попис1991.
На попису становништва 1991. године, насељено место Свирче је имало 491 становника, следећег националног састава:
| Попис 1991.‍  | Попис 1991.‍  | Попис 1991.‍ | Попис 1991.‍ | Попис 1991.‍ |
| ------------ | ------------ | ----------- | ----------- | ----------- |
|              |              |             |             |             |
| Хрвати       | Хрвати       |             | 483         | 98,37%      |
| Југословени  | Југословени  |             | 2           | 0,40%       |
| Чеси         | Чеси         |             | 2           | 0,40%       |
| Немци        | Немци        |             | 1           | 0,20%       |
| Срби         | Срби         |             | 1           | 0,20%       |
| неопредељени | неопредељени |             | 2           | 0,40%       |
| укупно: 491  |              |             |             |             |